# Diplazium katzeri
Diplazium katzeri là một loài dương xỉ trong họ Athyriaceae. Loài này được Regel mô tả khoa học đầu tiên năm 1860.
Danh pháp khoa học của loài này chưa được làm sáng tỏ. 